# Асямовка
Асямовка — село в Бурлинском районе Алтайского края России. Входит в состав Партизанского сельсовета.

## География
Рельеф — равнинный. Климат — резко континентальный. Средняя температура января −16,8 °C,июля +20,8 °C. Количество атмосферных осадков 275 мм.

## История
Основано в 1908 году.
В 1928 г. деревня Асямовка являлось административным центром Асямовского сельсовета Ново-Алексеевского района Славгородского округа Сибирского края. Была организована сельскохозяйственная артель «Строитель». С 1950 г. являлось центральной усадьбой укрупненного колхоза «Победа». С 1957 г. стало отделением совхоза «Бурлинский».

## Население
В 1928 году проживало 314 человек (172 мужчины и 142 женщины). Преобладающее население: украинцы.
| 1997 | 1998 | 1999 | 2000 | 2001 | 2002 | 2003 |
| ---- | ---- | ---- | ---- | ---- | ---- | ---- |
| 537  | ↘517 | ↘503 | ↘496 | ↘492 | ↘423 | ↗427 |
| 2004 | 2005 | 2006 | 2007 | 2008 | 2009 | 2010 |
| ↘412 | ↘387 | →387 | ↘331 | ↘320 | ↘296 | ↘235 |

## Инфраструктура
Личное подсобное хозяйство с зоной сельскохозяйственного использования, индивидуальная застройка усадебного типа. 
В 1928 г. деревня Асямовка состояла из 65 хозяйств. 
Дом культуры.

## Памятные места, достопримечательности
Братская могила партизан, 1918 год.

## Транспорт
Подъездная дорога от региональной автотрассы 01К-03.